# 謝秋收

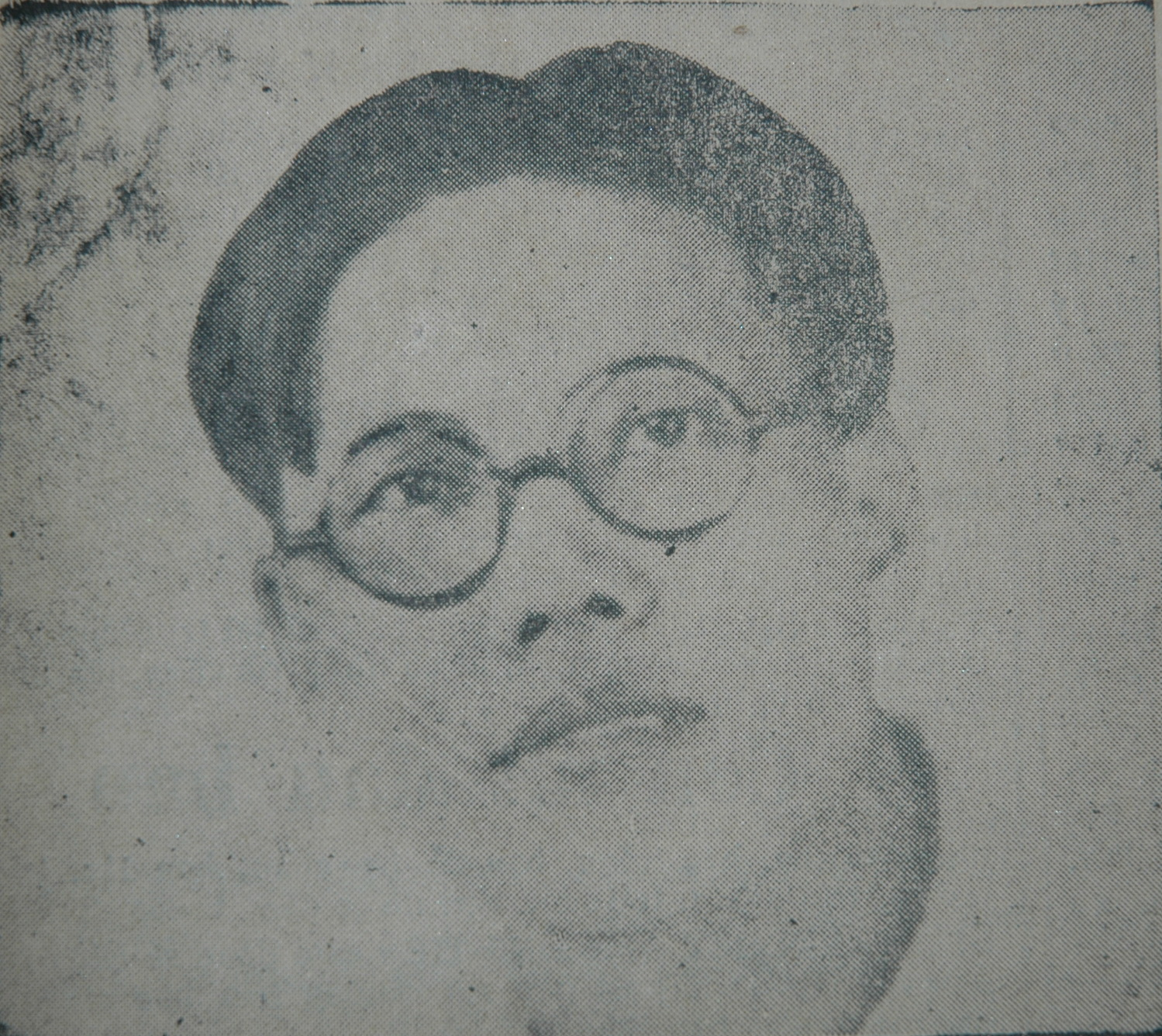
谢秋收

谢秋收（1906年5月5日—1945年9月），越南共产主义者、托洛茨基主义者。他是越南托派的领导人。
谢秋收出生在龍川省安富總新平村（今屬同塔省垃圩縣垃圩市鎮），家中贫穷，父亲是个木匠。谢秋收自幼就要干农活，后来进入初等学校学习的时候，通过在假日的时间当仆人来攒钱，才使他有钱进行更高层次的教育。1927年，前往法国接受大学教育。在那里他接触了马克思主义和共产主义思想。1930年5月22日，他在巴黎的爱丽舍宫门前参加示威，对法国殖民者镇压越南安沛起义表示抗议，最终被逮捕并开除学籍，被迫返回越南。
谢秋收回到越南后，联合各地的托洛茨基主义团体，于1931年5月组成“共产主义者同盟”，他被推举为领导人，并认为是一个优秀的领导者。1933年，在西贡地方议会选举中，他被托洛茨基主义和斯大林主义团体推举为候选人，并取得了最多票。法国殖民政府对此非常恐惧，否认这次选举结果合法。
1939年，《苏德互不侵犯条约》签订之后，法国殖民政府将共产主义认定为非法，将其视为巨大威胁进行镇压。谢秋收也被逮捕，关押进昆仑岛监狱。1945年二战结束后，谢秋收获得释放，被越南的托派推举为第四国际越南支部的领导人。然而不久后八月革命发生，越南獨立同盟會（越盟）上台。谢秋收与其他一些托派人士和民族主义者一起失踪了，他的下落至今仍是个谜。人们普遍认为他遭到越盟的杀害。